# ミルゴロド空軍基地
ミルゴロド空軍基地（ミルゴロドくうぐんきち、ウクライナ語: Авіабаза Миргород）は、ポルタヴァ州ミルゴロドに位置する、ウクライナ空軍の基地である。Su-27戦闘機を運用する第831戦術航空旅団が所在している。
2022年のロシアによるウクライナ侵攻中の4月2日、ロシア連邦軍のミサイル攻撃を受け、滑走路が損傷した。

## 所在部隊
中部航空管区隷下
- 第831戦術航空旅団 - Su-27P/S/S1/UB、L-39